# 人性向善論
人性向善論，又稱儒家向善論、先秦向善論，或簡稱向善論，是「儒學」中的一門學派，由中華民國（臺灣）歷史、哲學學者傅佩榮始自西元1985年首次提出的概念。
以先秦儒家(藉論語、孟子)提出的「性善」觀點作爲基礎的人性論主張，依據原典內容分析，指出原典強調人性中有自主且自動去行善(美)的意識跟動力，意即「向善」。與宋明理學及心學有所差異，也對朱熹「本善」的定義做出強烈批判。
此概念不認爲人性能套入所謂本質，而是具備「向」的動力，並承認人性同時具備善與惡的因，因此與本善、本惡、本空的概念截然不同。

## 論點簡述
人性向善論認為，由於人始終在變化之中，我們不宜直接說「人性是什麼」，只能說「人性要求我成為什麼」。人性向善論主張：人性中有要求主體行善的力量，若不行善則心不安。

## 原點依據
一、性無善無不善
二、性可以爲善，可以爲不善
三、有性善，有性不善

## 學術批判
人性向善論與宋明傳統心性之學並不盡相融，與朱熹、王陽明等人性本善論的主張相違，在學界受到一些學者的批評及反對。　

## 研究書目

##### 以向善論為基礎之著作
- 傅佩榮：《儒家哲學新論》，臺北：聯經，2010年。
- 傅佩榮：《傅佩榮解讀論語》，臺北：立緒文化，1999年。
- 傅佩榮：《人性向善：傅佩榮談孟子》，臺北：天下文化，2007年。
- 傅佩榮：《止於至善：傅佩榮談《大學》‧《中庸》》，臺北：天下文化，2013年。
- 傅佩榮：《原來孟子這樣說》，臺北：九歌，2010年。（附CD）
- 傅佩榮：《人性向善論發微：傅佩榮「人性向善論」之形成、論證與應用》，臺北：立緒文化，2021年。

###### 提及向善論或相關著作
- 徐復觀：《中國人性論史　先秦篇》，臺北：臺灣商務，1988年。
- 錢穆：《中國思想史》，臺北：蘭臺出版社，2001年。
- 蒙培元：《中國心性論》，臺北：臺灣學生書局，1990年。
- 姜國柱，朱葵菊：《中國人性論史》，鄭州：河南人民出版社，1997年。
- 傅佩榮：《哲學與人生》，臺北：天下文化，2003；全新修訂版，臺北：天下文化，2018年。
- 傅佩榮：《儒家哲學新論》，臺北：聯經，2010年。
- 傅佩榮：《人能弘道：傅佩榮談論語》，臺北：天下文化，2008年。
- 傅佩榮：《孟子解讀：新世紀繼往開來的思想經典》，臺北：立緒文化，2012年。